# Lucia (Tripolis)

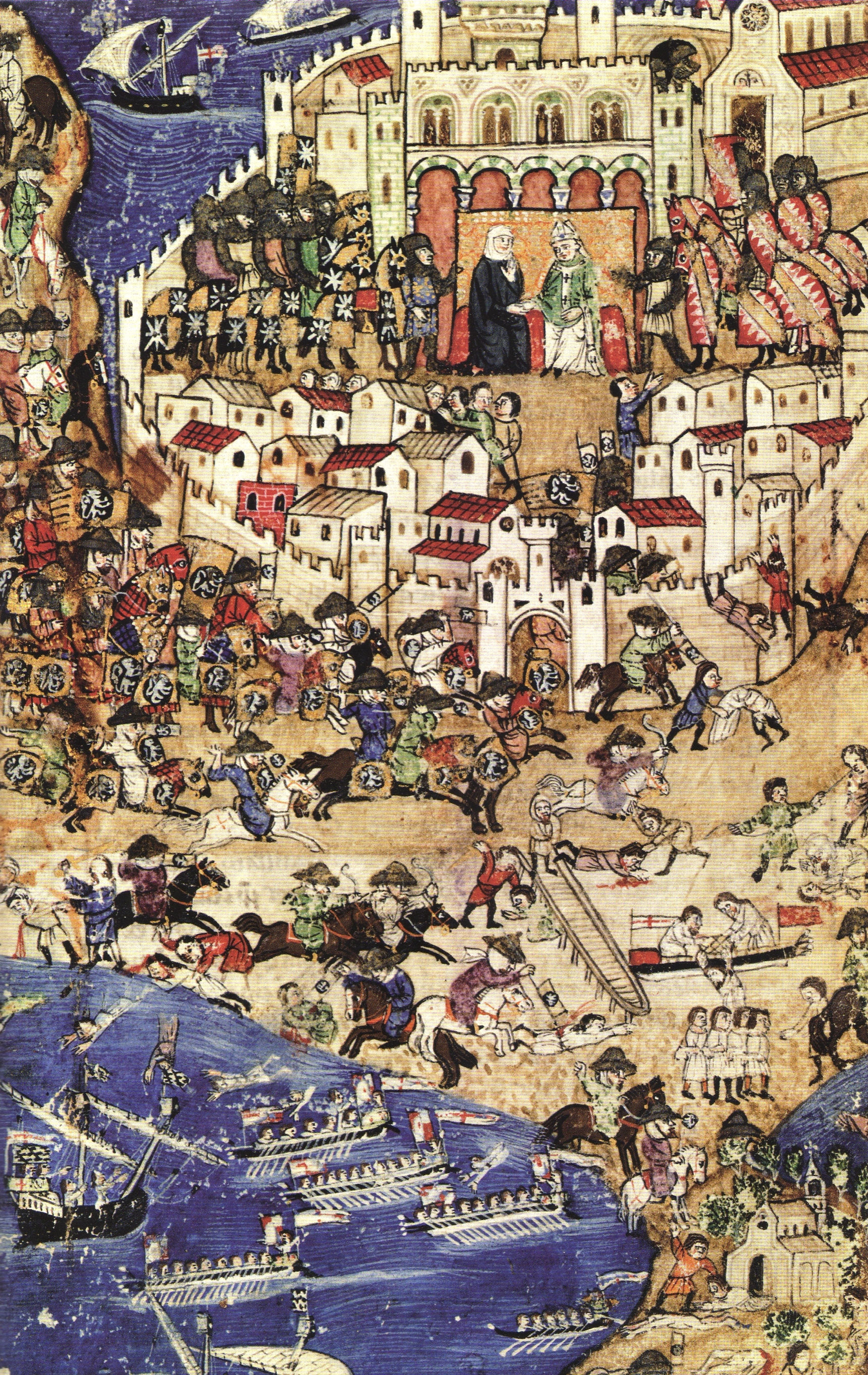
Belagerung von Tripolis 1289, Gräfin Lucia ist in der oberen Bildmitte dargestellt

Lucia von Tripolis († zwischen 1292 und 29. Juni 1299) war die letzte Gräfin von Tripolis.

## Leben
Sie war die Tochter des Bohemund VI./III. von Antiochia und Tripolis und der Sibylle von Kleinarmenien. Sie war die Schwester des Bohemund IV. von Tripolis. Als Bohemund IV. 1287 kinderlos starb, erbte Lucia von ihm die Ansprüche auf die Grafschaft Tripolis. Da das Fürstentum Antiochia bereits 1268 von den Mamluken erobert worden war, erbte sie im Hinblick auf Antiochia nur Titularansprüche.

### Die Regierung von Tripolis
Da Lucia sich zu jener Zeit außer Landes in Apulien befand, boten die Adligen der Grafschaft ihrer Mutter Sibylle die Regentschaft an. Als Sybille darauf bestand, ihrerseits den Bischof von Tartus, Bartholomäus Mansel, als Bailli zu ernennen, der schon während der Minderjährigkeit Bohemunds IV. regiert hatte, lehnten die Adligen ihre Regentschaft ab. Unter der Führung des Adligen Bartholomäus von Gibelet und seines Sohnes Bertram erhoben sich die Bürger der Stadt und richteten ihre eigene kommunale Regierung ein.
Am 26. April 1288 traf Lucia in Tripolis ein um die Regierung zu übernehmen. Die Kommune von Tripolis lehnte sie schon deswegen ab, weil sie in Auxerre mit Narjot de Toucy verheiratet war, einem ehemaligen Admiral Karls von Anjou und Sohn von Philippe de Toucy. Da Bartholomäus Embriaco genuesischer Abstammung war, suchte er namens der Kommune von Tripolis um Hilfe durch die Genuesen nach, die allerdings sogleich versuchten einen Podestà (einen offiziellen Verwalter aus Genua) in Tripolis zu installieren, der die Stadt im Wesentlichen zu einer genuesischen Kolonie gemacht hätte. Um der Usurpation durch die Genuesen zu entgehen, beschloss die Kommune Lucia anzuerkennen.

### Eroberung von Tripolis und Flucht
Die Genueser aber, nun unter Führung des Admirals Benedetto Zaccaria, erreichten überraschend ebenso ein Bündnis mit der Gräfin, die nun neben den Privilegien der Kommune auch Vorrechte der Genuesen anerkannte. Diese Bevorrechtigung  provozierte den Unmut von Genuas Handelskonkurrenten, den Venezianern und Pisanern, denen unterstellt wird, dass sie Kontakt zu dem Mamelukensultan Qalawun aufgenommen haben sollen, damit er die Stadt angreife. Qalawun belagerte die Stadt ab Februar 1289 und eroberte sie am 26. April.
Lucia floh nach Zypern. Zuvor hatte sie noch versucht sich durch ein Bündnis mit den mongolischen Ilchanen zu retten. Tripolis wurde zerstört und weiter inlands, um die Festung Mons Peregrinus herum neu gegründet. Zwei Jahre später fiel auch Akkon, der letzte Stützpunkt der Christen, in die Hände der Mamluken.
Obwohl er die Regierung in der Grafschaft für sich hätte beanspruchen können, kam Lucias Ehemann zeitlebens nicht nach Tripolis. Er stand in Diensten des Königreichs Neapel und verstarb 1293.
Lucias weiteres Schicksal ist nicht bekannt. Sie starb spätestens 1299 und hinterließ keine Nachkommen.